# Kabinett Cavaco Silva II

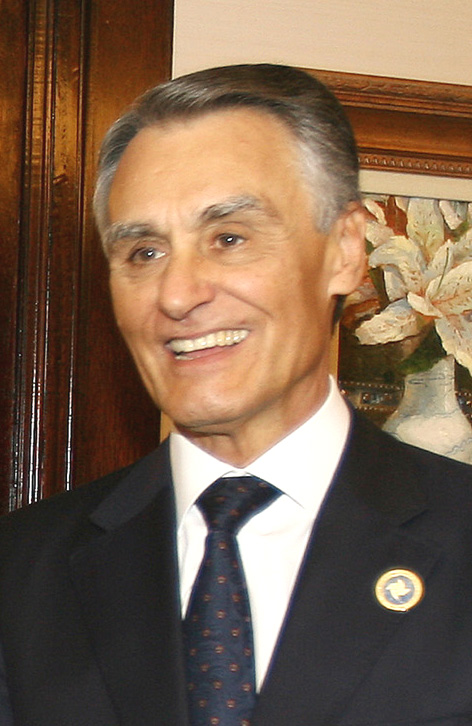
Premierminister Aníbal Cavaco Silva

Als Kabinett Cavaco Silva II wird die 11. verfassungsgemäße, frei gewählte portugiesische Regierung nach der Nelkenrevolution 1974 unter Premierminister Aníbal Cavaco Silva bezeichnet, in Portugal auch XI Governo Constitucional de Portugal, zu deutsch XI. verfassungsgemäße Regierung von Portugal genannt. Das Kabinett war vom 17. August 1987 bis zum 31. Oktober 1991 im Amt. Das Kabinett bestand erstmals in der demokratischen Geschichte Portugals nur aus Mitgliedern einer Partei, den Sozialdemokraten, die bei den Parlamentswahlen eine absolute Mehrheit errangen. Das Kabinett war zudem das erste, das eine komplette Legislaturperiode von vier Jahren regierte.

## Parlamentswahlen 1987
In den Parlamentswahlen am 18. Juli 1987 errangen die portugiesischen Sozialdemokraten (PSD) erstmals eine absolute Mehrheit, sie erhielten 50,2 Prozent der Stimmen und somit 148 der 230 Sitze in der Assembleia da República. Damit konnten die Sozialdemokraten unter Premierminister Cavaco Silva erstmals eine sozialdemokratische Alleinregierung fortsetzen.
Die anderen Parteien errangen deutlich niedrigere Ergebnisse: Die Sozialisten verbesserten sich leicht auf 22,2 % (60 Mandate), die Listenverbindung CDU verlor 3,34 Prozent und kam auf 12,1 % (31 Mandate). Die Partido Renovador Democrático verlor hingegen massiv an Stimmen und konnte nur noch sieben Mandate (bei 4,9 Prozent) erlangen, auch die christlich-konservative CDS-PP verlor auf Kosten der Sozialdemokraten und erlangte 4,4 (4 Mandate).
Der Spitzenkandidat der portugiesischen Sozialdemokraten, Aníbal Cavaco Silva, wurden am 17. August 1987 vereidigt.

## Zusammensetzung
| Amt                                                        | Name                                  | Partei    |
| ---------------------------------------------------------- | ------------------------------------- | --------- |
| Premierminister                                            | Aníbal Cavaco Silva                   | PSD       |
| Minister für Jugend und Assistenz des Ministers            | António Couto dos Santos              | PSD       |
| Minister für Inneres                                       | José Silveira Godinho                 | PSD       |
| Minister für Inneres                                       | Manuel Pereira                        | PSD       |
| Minister für Landwirtschaft, Fischerei und Ernährung       | Álvaro Barreto                        | PSD       |
| Minister für Landwirtschaft, Fischerei und Ernährung       | Arlindo Cunha                         | PSD       |
| Minister für Verteidigung                                  | Carlos Brito                          | PSD       |
| Minister für Verteidigung                                  | Eurico de Melo                        | PSD       |
| Minister für Verteidigung                                  | Fernando Nogueira                     | PSD       |
| Minister für Bildung                                       | Roberto Carneiro                      | parteilos |
| Minister für Industrie und Energie                         | Luís Mira Amaral                      | PSD       |
| Minister für Justiz                                        | Fernando Nogueira                     | PSD       |
| Minister für Justiz                                        | Álvaro José Brilhante Laborinho Lúcio | PSD       |
| Minister für Präsidentschaftsangelegenheiten               | Fernando Nogueira                     | PSD       |
| Minister für Gesundheit                                    | Leonor Beleza                         | PSD       |
| Minister für Gesundheit                                    | Arlindo Cunha                         | PSD       |
| Minister für Finanzen                                      | Miguel Cadilhe                        | PSD       |
| Minister für Finanzen                                      | Miguel Beleza                         | PSD       |
| Minister für öffentliche Bauten, Verkehr und Kommunikation | João Maria de Oliveira Martins        | PSD       |
| Minister für öffentliche Bauten, Verkehr und Kommunikation | Joaquim Ferreira do Amaral            | PSD       |
| Minister für Umwelt                                        | Carlos Borrego                        | parteilos |
| Minister für Umwelt                                        | Fernando Real                         | PSD       |
| Minister für Handel und Tourismus                          | Joaquim Ferreira do Amaral            | PSD       |
| Minister für Handel und Tourismus                          | Fernando Faria de Oliveira            | PSD       |
| Minister für Arbeit und Sozialsicherung                    | José Silva Peneda                     | PSD       |
| Minister für Planung und Liegenschaftsverwaltung           | Luís Valente de Oliveira              | PSD       |
| Minister für Parlamentsangelegenheiten                     | António Capucho                       | PSD       |
| Minister für Parlamentsangelegenheiten                     | Manuel Dias Loureiro                  | PSD       |
| Minister für Auswärtige Angelegenheiten                    | João de Deus Pinheiro                 | PSD       |